# Martha Colburn
Martha Colburn est une cinéaste américaine. Elle est surtout connue pour ses films d'animation, créés à l'aide de techniques de marionnettes, de collage et de peinture sur verre. Elle réalise également des installations et réalise ses films avec des performances musicales en direct. La musique et le film ont toujours partagé un lien profond au sein de son travail.

## Biographie
Martha Colburn est née à Gettysburg, dans le massif montagneux des Appalaches en Pennsylvanie. Elle obtient un bachelor of arts au Maryland Institute College of Art en 1994. Elle vit et travaille à New York et entre Amsterdam et Lisbonne.
Martha Colburn se met à travailler avec la pellicule dans les années 1990, lorsqu'elle achète un projecteur d'occasion. Elle utilise la photographie, le collage, la peinture et les techniques d'animation pour réaliser ses films. Elle aborde des questions graves de société comme la guerre, la violence aux États-Unis, la dépendance à la méthamphétamine en milieu rural.

## Filmographie
(décembre 2019).
- 2018 : Scenario (music video for Orquesta del Tiempo Perdido[5])
- 2017 : Western Wild… or how I found Wanderlust and met Old Shatterhand trailer[6]
- 2017 : Collaboration l'artiste performeur ‘Narcissister’ feature film Organ Player[7]
- 2017 : The Wonders of Nature (film for Exhibition on Dutch artist Jan Velten[8])
- 2017 : Walls & Wills (soundtrack by Amy Colburn, banjo)
- 2017 : Snakebit (music video with United Bakery Records[9])
- 2016 : Pug Adventures: A Journey Into the Reproductive System (produced for AMAZE Sex-Ed)[10]
- 2016 : Standing with Standing Rock (soundtrack[11])
- 2016 : Trump N Bass
- 2016 : Trump N Steak
- 2015 : Haunted Denmark: Ghostly Tales of Witchcraft, Plague, Madness and War (film for a book by Jack Stevenson)

## Expositions
- Avant-Garde Animation, Museum of Arts and Design, New York, 2012[12],
- Collage in Motion, Los Angeles Contemporary Art Museum, Los Angeles, 2012
- New Media Series—Martha Colburn:Triumph of the Wild, Saint Louis Art Museum, Saint Louis, 2011
- Martha Colburn: Dolls vs. Dictators, Museum of the Moving Image, New York, 2011 [13]
- Bending the Mirror, Columbus College of Art and Design, Columbus
- The Air We Breathe, San Francisco Museum of Modern Art, San Francisco, 2011
- Martha Colburn, Philadelphia Museum of Art, Philadelphie, 2010[14]